# Миссионерское платье
Миссионерское платье — длинные, широкие, свободно облегающие одежды с длинными рукавами и высоким горлом без декольте, нередко расшитые цветами, преимущественно носимые женщинами. В настоящее время их варианты распространены в Океании.

## Происхождение
Миссионерское платье было введено христианскими миссионерами, пришедшими евангелизировать Восток в XIX-м веке взамен бесстыдных, на их взгляд, традиционных нарядов местных жителей. Предназначалось для максимального сокрытия женского тела. Одежда прижилась, став местным костюмом и обзавелась пестрой окраской и цветочным рисунком.

## Местные названия
- На Таити миссионерское платье раньше называлось ʻahu tua (буквально: «имперское платье», в смысле колониальной империи), в настоящее время больше известно как ahu māmā rū'au («платье бабушки»).
- На Гавайских островах называлось holokū, в настоящее время, в современном исполнении (с коротким рукавом, без ворота и более широким декольте), известно как mu’umu’u («ампутированный»).[1]
- У маори с островов Кука называлось pona tāpia («накрахмаленное платье»), в настоящее время — pona pu’era tiare (в буквальном смысле: «платье в цветах»), хотя иногда используется гавайское наименование pona mu’umu’u.
- В Папуа-Новой Гвинее данная форма платья известна как meri blaus, что на языке ток-писин означает женскую блузку. Считается официальным местным одеянием.
- На Новой Каледонии именуется по-французски robe popinée.
- Во французском языке называется robe mission («миссионерское платье») и robe empire («имперское платье»).
- В английском языке называется Mother Hubbard dress («платье матушки Хаббард»).

## Описания в классической литературе
Марк Твен в своих путевых записках «По экватору» оставил описание простых миссионерских платьев, увиденных им на Цейлоне (современная Шри-Ланка) в 1896 году, которые сравнил с красочными нарядами цейлонцев и отдал предпочтение последним:

Из миссионерской школы вышло шестнадцать набожных девочек-христианок; это были чернокожие девочки, они шагали парами, все в европейском платье, — одетые так, как их одели бы в воскресный летний день в английской или американской деревне. Это миссионерское платье — оно было чудовищно! Уродливое, варварское, лишенное вкуса и изящества, отталкивающее, как погребальный саван. Я посмотрел на одеяние моих спутниц — их платья оказались увеличенными копиями отвратительных одежд несчастных девочек, — и мне стало неловко идти рядом с ними по улице. Но когда я посмотрел на свой собственный костюм — мне стало неловко за самого себя.